# Agriocnemis victoria
Agriocnemis victoria là một loài chuồn chuồn kim trong họ Coenagrionidae.
Loài này được xếp vào nhóm Loài ít quan tâm trong sách Đỏ của IUCN năm 2009.
Agriocnemis victoria được Fraser miêu tả khoa học năm 1928.